# Onthophagus vermiculatus
Onthophagus vermiculatus é uma espécie de inseto do género Onthophagus, família Scarabaeidae, ordem Coleoptera.
Foi descrita cientificamente por Frey em 1970.